# باشكورت (صحيفة)
باشكورت (بالباشقيرية: Башҡорт)‏ هي صحيفة اجتماعية وسياسية أسبوعية باللغة التتارية القديمة، التي نشرها المكتب الإقليمي (وسط) شورو (المجلس) ‏ في 1917-1918. 

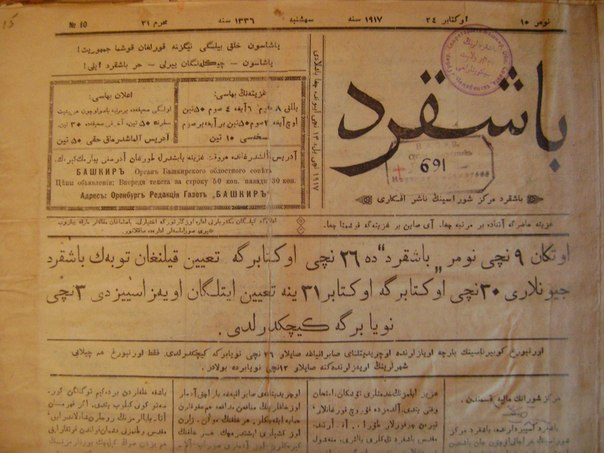
الصفحة الأولى لصحيفة "باشكورت"

صدر العدد الأول من جريدة حكومة الباشكير تحت اسم "Башҡорт иттифаҡи бюроһының мөхбире" («أخبار مكتب الباشكير الإقليمي») في 14 يونيو 1917 في المركز الإعلامي والثقافي الروسي لمدينة تشيليابينسك أورينبورغ. ونُشرت الصحيفة تحت شعار الكفاح من أجل الاستقلال الذاتي الوطني للباشكير.
نُشرت مقالة زكي وليدي طوقان "Башҡорт иттифаҡи бюроһының мөхбире" («المهام التي تواجه الباشكيريين»)، والتي أصبحت برنامجًا لالحركة الوطنية الباشكيرية ‏. في يوليو تم تغيير إسمها إلى «بشكورت» (الاسم المحلي للباشكير). أصبحت الصحافة لسان حال قوي للنضال من أجل الحرية والوطن.
وتحتل مسألة الحكم الذاتي الإقليمي والوطني، ومشكلة الكفاح من أجل الوطن والحرية مركز الاهتمام. وهناك مكان كبير تشغله المواد المتعلقة بإعداد وتنفيذ كورولتاي عموم الباشكير ‏ الأول والثاني. وتغطي بانتظام الأحداث التي تجري في باشكورتوستان، وللجمعية التأسيسية ‏، ومقاطعات أورنبرغ، والمجالس الإقليمية، كما نشرت مقالات مناهضةً للحرب. لعبت دورًا هامًا في توحيد شعب الباشكير، لتصبح دعايةً للأفكار الوطنية.
عارضت صحيفة باشكورت علنًا البلاشفة.  بعد انتقال حكومة الباشكير في يونيو 1918 تبدأت نشر الصحيفة في تشيليابينسك. في أغسطس 1918، لم تعد جريدة باشكورت موجودة. الأسباب الرئيسية لانتقال تدريجي للحكومة الباشكيرية والجنود إلى جانب السلطة السوفيتية. وبعد بقاء الباشكير إلى جانب كولتشاك، أسست صحيفة جديدة «كاخارمان باشكورت» في مدينة أومسك، رئيس تحريرها محمد عبد الحي كوربانغالييف ‏.

## محررو الصحف
- ساغو غوبايدوللوفيتش مرياسوف  [لغات أخرى]‏.
- حبيب الله عبد القادروفيتش غابيتوف  [لغات أخرى]‏
- شيخ زاده موخاميتزاكييروفيتش بابيتش
- عبد القادر عنان [الإنجليزية]‏